# Raniban (Achham)
Pour les articles homonymes, voir Raniban.
Raniban (en népalais : रानिवन) est un comité de développement villageois du Népal situé dans le district d'Achham. Au recensement de 2011, il comptait 2 837 habitants.